# Elisabeth von Virneburg

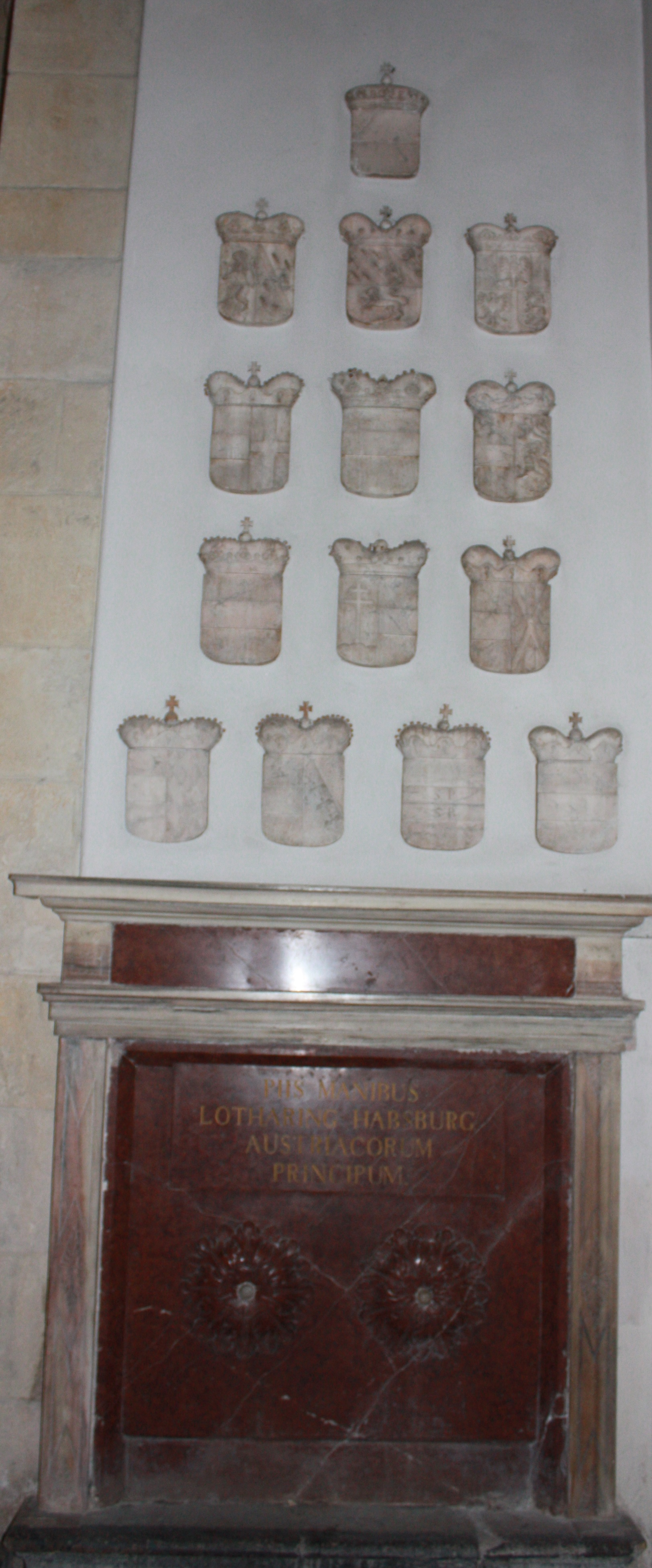
Epitaph mit den Wappen der Habsburger in der Stiftskirche St. Paul im Lavanttal

Elisabeth von Virneburg (* um 1303 in Virneburg; † 14. September 1343 in Königsfelden) war eine Tochter Roberts II. von Virneburg, Schwester des Roberts III. von Virneburg sowie Gattin von Herzog Heinrich dem Sanftmütigen.

## Leben
Mit ihrem Gemahl Heinrich wurde Elisabeth bereits in jungen Jahren im Oktober 1314 zu Wien verheiratet, um die Kurstimme ihres Onkels, des Erzbischofs Heinrich II. von Köln, für die Wahl Friedrichs des Schönen zum König zu erhalten. Ihre Ehe blieb kinderlos. Im Februar 1327 starb Heinrich der Sanftmütige; Elisabeth überlebte ihn um 16 Jahre.
Sie wurde in der Kirche des Klosters Königsfelden bestattet. Im Jahr 1770 kamen ihre Gebeine durch die Feierliche Übersetzung der kaiserlich-königlichen-auch-herzoglich-österreichischen höchsten Leichen zunächst in den Dom St. Blasien und nach der Aufhebung des Klosters St. Blasien 1806 in das Stift Spital am Pyhrn, dann 1809 in die Stiftskirchengruft des Klosters Sankt Paul im Lavanttal in Kärnten.
Die Beschreibung der Umbettung durch Franz Kreutter erwähnt, dass sie im Alter von etwa 42 Jahren verstorben sei. Sie trug lediglich ein schlichtes Leinenkleid, vermutlich war sie in das Kloster Königsfelden eingetreten.